# Kanton Montmirail (Sarthe)
Kanton Montmirail is een voormalig kanton van het Franse departement Sarthe. Kanton Montmirail maakte deel uit van het arrondissement Mamers en telde 3696 inwoners (1999). Het werd opgeheven bij decreet van 24 februari 2015, met uitwerking op 22 maart 2015. De gemeenten werden opgenomen in het kanton Saint-Calais.

## Gemeenten
Het kanton Montmirail omvatte de volgende gemeenten:
- Champrond
- Courgenard
- Gréez-sur-Roc
- Lamnay
- Melleray
- Montmirail (hoofdplaats)
- Saint-Jean-des-Échelles
- Saint-Maixent
- Saint-Ulphace